# Greytown (Południowa Afryka)
Greytown – miasto w Republice Południowej Afryki, w prowincji KwaZulu-Natal. Stolica gminy Umvoti.

## Historia
Greytown zostało założone w 1848 roku, nazwane zaś na cześć George'a Edwarda Greya, gubernatora Kolonii Przylądkowej i późniejszego premiera Nowej Zelandii. Początkowo miasto miało charakter tranzytowy o angielskim i holenderskim pochodzeniu. W 1854 wybudowano w mieście kościół luterański, a dzwon kościelny został przywieziony w 1961 dla Holenderskiego Kościoła Reformowanego. 
Ratusz został wybudowany w 1904 roku. W 1906 po wprowadzeniu podatku pogłównego i innych środków nacisku na Zulusów doszło w mieście do powstania pod wodzą Bambathy, przywódcy jednego z lokalnych klanów. 

## Demografia
Według spisu powszechnego z 2011 w mieście żyło 9090. 60,1% mieszkańców Greytown stanowiły osoby rasy czarnej, 22,3% osoby o pochodzeniu azjatyckim, 11,2% osoby rasy białej oraz 5,5% to Koloredzi. 53,1% mieszkańców jako pierwszy język wybrało zulu, 36,9% angielski, a 5,2% język afrikaans.

## Znane osobistości
- Louis Botha – pierwszy premier Związku Południowej Afryki,
- Sarie Marais – bohaterka ludowych piosenek południowoafrykańskich.
- Wonderboy Nxumalo – garncarz.